# Список умерших в 2011 году
В этом списке представлен список известных людей, умерших в 2011 году.
См. также категорию «Умершие в 2011 году»